# مختبرات تسنغ

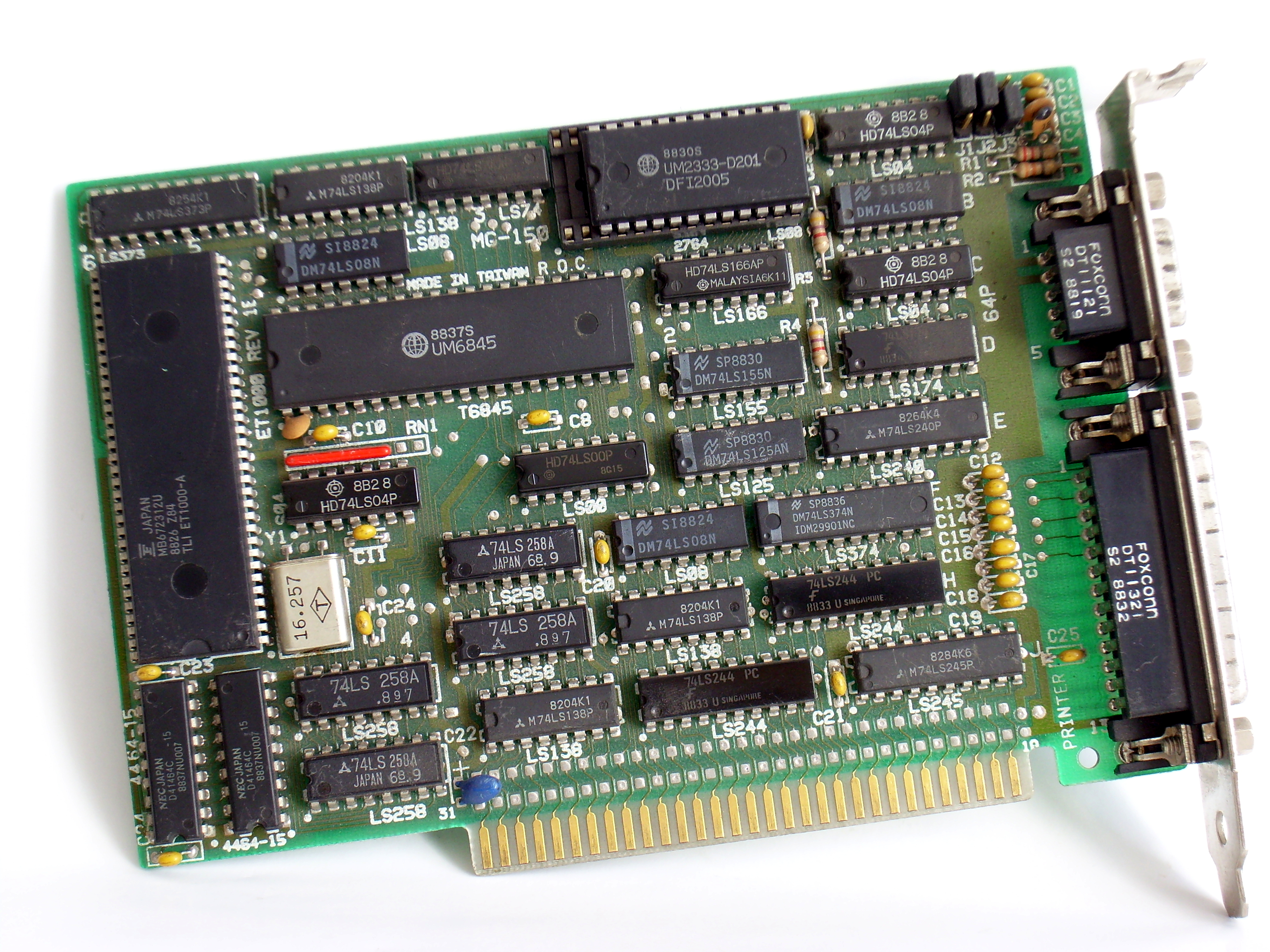

مختبرات تسنغ (بالإنجليزية: Tseng Laboratories, Inc.)‏ كانت شركة مصنعة لوحدات معالجة الرسومات لحواسيب مطابقة لأي بي أم. وأنشئت على يد جاك تسنغ وكان يقعى مقرها في نيوتاون بنسلفانيا.